# Lijst van rijksmonumenten in Mierlo
De plaats Mierlo telt negen inschrijvingen in het rijksmonumentenregister. Hieronder een overzicht.
| Object | Oorspronkelijke functie?  | Bouwjaar                     | Architect | Locatie                         | Coördinaten?                  | Nr.?   | Afbeelding                  |
| --- | ------------------------- | ---------------------------- | --------- | ------------------------------- | ----------------------------- | ------ | --------------------------- |
| Standerdmolen Mierlo | Industrie- en poldermolen | ca. 1640                     |           | Dorpsstraat 147                 | 51° 26' 37" NB, 5° 37' 7" OL  | 29928  | Meer afbeeldingen           |
| Patronaat | Vergadering en vereniging | 1856-1925                    |           | Heer van Scherpenzeelweg 14     | 51° 26' 21" NB, 5° 37' 6" OL  | 513688 | Meer afbeeldingen           |
| Pastorie met een aanbouw | Kerkelijke dienstwoning   | 1856-1925                    |           | Heer van Scherpenzeelweg 18     | 51° 26' 21" NB, 5° 37' 6" OL  | 513689 | Meer afbeeldingen           |
| Heilige Luciakerk | Kerk en kerkonderdeel     | 1856-1858                    |           | Pastoor de Winterstraat 19      | 51° 26' 21" NB, 5° 37' 6" OL  | 513690 | Meer afbeeldingen           |
| Calvarieberg op het kerkhof | Kerk en kerkonderdeel     | 1919                         |           | bij Heer van Scherpenzeelweg 19 | 51° 26' 21" NB, 5° 37' 6" OL  | 513691 | Calvarieberg op het kerkhof |
| Elderse Molen | Industrie- en poldermolen | 1851                         |           | Geldropseweg 1                  | 51° 26' 50" NB, 5° 37' 9" OL  | 523426 | Meer afbeeldingen           |
| Oude Raadhuis | Bestuursgebouw en onderdl | 1806                         |           | Dorpsstraat 134                 | 51° 26' 35" NB, 5° 36' 58" OL | 526441 | Meer afbeeldingen           |
| Kasteelboerderij | Boerderij                 | eerste kwart 18e eeuw        |           | Kasteelweg 12                   | 51° 25' 59" NB, 5° 37' 12" OL | 526454 | Kasteelboerderij            |
| Boerderij van het Brabantse langgeveltype onder met riet en pannen gedekt wolfdak. Vensters met luiken en schuiframen met 20- en 25-ruitsroedenverdeling | Boerderij                 | 18e of eerste helft 19e eeuw |           | Broekstraat 63                  | 51° 27' 2" NB, 5° 35' 49" OL  | 29927  | Meer afbeeldingen           |